# Coprosma cuneata
Coprosma cuneata är en måreväxtart som beskrevs av Joseph Dalton Hooker. Coprosma cuneata ingår i släktet Coprosma och familjen måreväxter. Inga underarter finns listade i Catalogue of Life.